# Саманта Паксінос
Саманта Паксінос (25 лютого 1988) — ботсванська плавчиня.
Учасниця Олімпійських Ігор 2008 року.